# Riserva naturale della Nora
La riserva naturale della Nora' (in russo Норский заповедник) è una zapovednik (riserva naturale integrale) russa situata nella parte nord-orientale della pianura Amur-Zeja, tra i fiumi Nora e Selemdža. È nota soprattutto per il branco di caprioli di Norsk, la più numerosa mandria migrante al mondo di esemplari di questa specie, con 5000-7000 capi che migrano ogni settembre. Il terreno della riserva, metà foresta e metà zone umide e torbiere, si trova nel punto in cui confluiscono le comunità floristiche e zoologiche della Siberia, di Ochotsk e della Mongolia. È situata nel rajon della Selemdža dell'oblast' dell'Amur.

## Geografia
La riserva della Nora è di forma grosso modo triangolare e si estende per 50 km da ovest a est in corrispondenza della base e per 70 km da nord a sud. Il confine occidentale segue il tortuoso corso del fiume Nora (che in questo punto scorre da nord a sud), mentre quello meridionale segue il bordo settentrionale della pianura alluvionale del fiume Selemdža (che scorre da est a ovest verso il fiume Zeja). La Nora e la Selemdža si incontrano in corrispondenza dell'angolo sud-orientale della riserva.
Nella metà meridionale della riserva il terreno è pianeggiante, con alcune colline e zone umide. La metà settentrionale è costituita da alture collinari che in alcuni punti raggiungono i 370 m di altezza. Il fiume Burunda attraversa il centro della riserva da est a ovest, andando a confluire nella Nora. Le zone pianeggianti sono caratterizzate da fenomeni di «termocarsismo» e il paesaggio è disseminato da inghiottitoi formatisi in seguito al collasso dello strato di permafrost che lascia dietro di sé una depressione quando esso disgela in estate: in questi inghiottitoi si sono formati dei laghi. In alcuni siti vi sono degli affioramenti rocciosi, ma la maggior parte dei terreni pianeggianti poggia su ciottoli e sedimenti più piccoli di epoca quaternaria.

## Ecoregione e clima
La riserva si trova nell'ecoregione delle foreste di conifere dei monti Da Hinggan-Džagdy, un'area di pianure interne circondata da basse colline e dalla catena montuosa del Grande Khingan. Questa regione ammantata di foreste è un'area suddivisa tra la Cina (Manciuria) e la Russia (bacino dell'Amur): nella parte russa prevale la comunità floristica della taiga meridionale, mentre nelle foreste cinesi prevalgono i larici della Mongolia, con alberi sparsi di pini e abeti.
Il clima è continentale umido con estati calde (Dwb secondo la classificazione dei climi di Köppen). La temperatura media di gennaio è di -30,4 °C, mentre quella di luglio è di 19,4 °C. Le scarse precipitazioni in aprile e maggio fanno sì che spesso l'area sia colpita da incendi boschivi. L'inverno dura cinque mesi/cinque mesi e mezzo.

## Flora e fauna
La riserva è ricoperta prevalentemente da foreste (per il 54%) e paludi (per la parte restante). Le foreste sono costituite da una taiga di tipo meridionale (mista a latifoglie). Prevalgono gli alberi di larice della Dauria (Larix gmelinii) e di betulla bianca (Betula papyrifera). Lungo i fiumi Nora e Burunda crescono foreste di pini. Le zone paludose, che si trovano per lo più nella parte meridionale pianeggiante della riserva, sono caratterizzate da estese collinette di muschio (sia muschio verde che sfagni) sulle quali crescono carici, eriofori e giunchi. Vi si trovano anche vasti boschetti di Rhododendron tomentosum e arbusti di betulla, nonché piante di mirtillo e mirtillo rosso. Nelle zone pianeggianti crescono anche foreste con tigli, aceri, olmi e crespini. Nella riserva gli studiosi hanno censito 513 specie di piante vascolari, che rappresentano circa il 25% delle specie presenti nell'oblast' dell'Amur.
La fauna della riserva comprende rappresentanti provenienti da quattro zone faunistiche diverse: Siberia orientale, Ochotsk-Kamčatka, Amur e Dauria-Mongolia. Di conseguenza, la riserva della Nora ospita il 43% di tutte le specie di mammiferi presenti nelle due regioni dell'Estremo Oriente russo dell'oblast' dell'Amur e del territorio del Litorale (Primorskij kraj). Molte di queste specie si trovano qui al margine del loro areale. Vertebrati caratteristici sono il capriolo siberiano, l'orso, l'alce, la salamandra siberiana, la rana dell'Estremo Oriente, l'arvicola di Sundevall, il topo dell'Estremo Oriente, lo scoiattolo, il tamia, lo zibellino e numerose specie di uccelli, in particolare di anatidi. Negli anni '50 furono introdotte due specie esotiche - il visone americano e il topo muschiato. Nella riserva sono state registrate 232 specie di uccelli. Le acque ricche di pesci dei laghi e degli stagni attirano numerosi uccelli predatori - aquile, falchi pescatori e gufi pescatori.

## Accesso
Trattandosi di una riserva naturale integrale, la riserva della Nora è per lo più chiusa al pubblico, anche se scienziati e persone spinte da scopi di «educazione ambientale» possono prendere accordi con la direzione del parco per effettuare una visita. Tuttavia, anche i semplici visitatori possono osservare la riserva, pur non mettendoci piede, partecipando ai giri turistici sui fiumi che ne delimitano i confini, in particolare sul fiume Nora sul lato occidentale. La direzione del parco si trova nella città di Fevral'sk.